# 龍ヶ崎カントリー倶楽部
龍ヶ崎カントリー倶楽部（りゅうがさきカントリーくらぶ）は、茨城県龍ケ崎市泉町に事務所がある株主会員制で運営するゴルフ場。

## 概要
「龍ヶ崎カントリー倶楽部」は、茨城県の県南地域、東京都心から約45kmの東京都市圏、北西部には牛久沼があり西部には一級河川の小貝川が流れ、流域には支流や湖沼が点在し、旧水戸街道の若柴宿は南東端の八坂神社と北西端の金竜寺など、宿場町の街並みが残るそうしたロケーションの所である。
龍ヶ崎カントリー倶楽部は、1956年（昭和31年）、ゴルフ場建設により地元発展をと、龍ケ崎市長・荒井源太郎が発案、空前のゴルフブーム到来とゴルフ人口の激増などから、建設に向け龍ケ崎市議会で満場一致で可決された。具体的に推進するため、龍ケ崎市出身で政財界で影響力のある日本鋼管（現在のJFEエンジニアリング）社長・河田重に協力を依頼した。
1957年（昭和32年）11月12日、「龍ヶ崎カントリー倶楽部」が創立され、総会で初代理事長に河田重が就任した。荒井源太郎はコース設計者の決定を茨城県知事・友末洋治に相談し、候補者の井上誠一に建設地の視察を依頼したところ、「面白いですね、やりましょう」との即決が得られた。1958年（昭和33年）11月8日、開場された。
井上誠一は、「龍ヶ崎カントリー倶楽部 新設計画書」の中に、「立地条件としては100点満点」と書いている。「建設用地を見て、恵まれた地形に惚れ込み、戦略的なレイアウトと造形を行った」「変化に富んだ地形で、面積もゆとりがある、自然を極力活かし、変化に富んだコースになる」と述べた。また、井上誠一は、初めてツーグリーンのコースを設計した、ツーグリーンは国内で初めてのことで、以後ツーグリーンが日本の主流となった

## 所在地
〒301-0857 茨城県龍ケ崎市泉町2080番地

## コース情報
- 開場日 - 1958年11月8日
- 設計者 - 井上 誠一
- 施工者 - 戸田建設株式会社
- 面積 - 759,000m2（約万坪）
- コースタイプ - 林間コース
- コース - 18ホールズ、パー72、7,047ヤード、コースレート73.4
- グリーン - 2グリーン、ベント、コウライ
- プレースタイル - 歩行、キャディ付き
- 練習場 - 20打席 250ヤード
- 休場日 - 毎週月曜日、12月31日、1月1日[1]

## クラブ情報
- ハウス設計 - 株式会社松田平田設計
- ハウス施工 - 戸田建設株式会社[1]

## ギャラリー
- コース - 「龍ヶ崎カントリー倶楽部」、コース
- ハウス - 「龍ヶ崎カントリー倶楽部」、利用案内

## 交通アクセス
鉄道
- 常磐線 - 龍ケ崎市駅東口よりクラブバス利用 約20分

道路
- 圏央道 - 牛久阿見ICより 10km 約20分、阿見東ICより 5.8km 約12分[6]

## メジャー選手権
- 1963年（昭和38年） - 第31回 日本プロゴルフ選手権大会[7]
- 1992年（平成4年） - 第57回 日本オープンゴルフ選手権競技大会[8]
- 1996年（平成8年） - 第29回 日本女子オープンゴルフ選手権競技大会[9]

## エピソード
- 1958年（昭和33年）の開場時、ヤーデージは7,000ヤードを超えていた、井上誠一は初めから「国際的な競技に通用するコース」にこだわっていた[10]。
- 9番、10番、11番ホールは、「龍ヶ崎のアーメンコーナー」として有名で、この3ホールには、自然の深い地溝が絶妙に絡んでいて、それが設計者の心を捉えたようだ[10]。
- 米国ツアープロのサム・スニードは、龍ヶ崎カントリー倶楽部でプレーし米国の雑誌で紹介、それを読んだ英国のトップアマのロニー・シェードは、「英国でも有数なゴルフ場に入る」と語ったとゆう[10]。
- 1994年の日本プロゴルフ選手権優勝者・合田洋は当倶楽部に研修生として入った[11]。

## 関連文献
- 『航空写真集茨城県』、「龍ヶ崎カントリー倶楽部」、水戸 茨城新聞社、1983年8月、2020年8月4日閲覧
- 『新建築』、67(2) 、「作品 龍ヶ崎カントリー倶楽部クラブハウス 松田平田」、東京 新建築社、1992年2月、2020年8月4日閲覧
- 『月刊ゴルフマネジメント』、30 (通号 306)、「ゴルフ倶楽部を考える(273回)絶好の地に龍ヶ崎カントリー倶楽部の建設」、井上勝純著、東京 一季出版、2009年1月、2020年8月4日閲覧
- 『月刊ゴルフマネジメント』、30 (通号 307)、「ゴルフ倶楽部を考える(274回)龍ヶ崎カントリー倶楽部の開場」、井上勝純著、東京 一季出版、2009年2月2020年8月4日閲覧
- 『美しい日本のゴルフコース BEAUTIFUL GOLF CULTURE IN JAPAN 日本のゴルフ110年記念 ゴルフは日本の新しい伝統文化である』、「ゴルフダイジェスト社「美しい日本のゴルフコース」編纂委員会編、「龍ヶ崎カントリー倶楽部」、東京 ゴルフダイジェスト社、2013年12月、2020年8月4日閲覧